# Dywestycja
Dywestycja (ang. divestment) – ograniczenie dotychczasowego zakresu i skali działalności organizacji poprzez sprzedaż lub wycofanie się z działalności w danym obszarze.
Powodami dywestycji są m.in. negatywne perspektywy co do wielkości przyszłych przychodów dla sprzedawanej działalności, rezygnacja z działalności w schyłkowym sektorze czy też konieczność pozyskania środków finansowych. Mogą one również poprzedzać sprzedaż przedsiębiorstwa aby zwiększyć jego atrakcyjność dla potencjalnych nabywców.